# Jakob Wassermann
Jakob Wassermann (ur. 10 marca 1873 w Fürth; zm. 1 stycznia 1934 w Altaussee) – niemiecki pisarz żydowskiego pochodzenia; w psychologicznych powieściach moralitetowych zawarł krytykę społeczną.

## Życiorys
Był synem właściciela sklepu, matkę stracił będąc jeszcze dzieckiem. Wcześnie rozwijał zainteresowania literackie, publikując w kilku małych czasopismach. Ojciec nie popierał literackich ambicji syna, dlatego krótko po szkole Jakob odbył praktykę zawodową u wiedeńskiego biznesmena. Po odbyciu służby wojskowej w Würzburgu osiedlił się w południowych Niemczech, a następnie udał się do Zurychu. W 1894 przeniósł się do Monachium, gdzie pracował jako sekretarz i redaktor w tygodniku Simplicissimus. Poznał tam wówczas innych pisarzy, m.in. Rainera Maria Rilkego, Hugona von Hofmansthal i Tomasza Manna.
W 1896 wydał pierwszą powieść Melusine (nazwisko Wassermann oznacza w j.niemieckim człowieka-wodę, podczas gdy Meluzyna to legendarna postać z europejskiego folkloru, żeński duch wód ze świętych źródeł i rzek). 
Od 1898 był krytykiem teatralnym w Wiedniu. W 1901 ożenił się z Julie Speyer, z którą rozwiódł z nią w 1915. 3 lata później ożenił się z Martą Karlweis. Po 1906 podróżował między Wiedniem a Altaussee w Styrii. W 1926 został wybrany członkiem Pruskiej Akademii Sztuki, ale zrezygnował z członkostwa w 1933, uprzedziwszy w ten sposób usunięcie go z Akademii przez nazistów. W tym samym roku znalazł się na liście autorów zakazanych w Niemczech ze względu na żydowskie pochodzenie. 
Rok później zmarł na atak serca w  swoim domu w Altaussee.

## Twórczość
Jego dorobek literacki to poezje, eseje, powieści i opowiadania. Za najważniejsze dzieła Wassermanna uznawane są powieść Przypadek Mauriziusa (1928) i autobiografia Moje życie jako Niemiec i Żyd (1921), w której opisuje napiętą relację między swoimi dwiema tożsamościami, niemiecką i żydowską.   
- Melusine, 1896
- Die Juden von Zirndorf, 1897
- Geschichte der jungen Renate Fuchs, 1900
- Der Moloch, 1902
- Der niegeküsste Mund, 1903
- Kunst der Erzählung, 1904
- Alexander von Babylon, 1905
- Caspar Hauser oder Die Trägheit des Herzens, 1908
- Der Mann von vierzig Jahren, 1913
- Das Gänsemännchen, 1915
- Christian Wahnschaffe, 1919
- Die Prinzessin Girnara, Weltspiel und Legende, 1919
- Mein Weg als Deutscher und Jude, 1921
- Imaginäre Brücken, 1921
- Laudin und die Seinen, 1925
- Das Gold von Caxamalca, 1928
- Christoph Columbus, Eine Biographie, 1929
- Trylogia:
  - Der Fall Maurizius, 1928
  - Etzel Andergast, 1931
  - Joseph Kerkhovens dritte Existenz, 1934

## Utwory przetłumaczone na język polski
- Dziecię Europy, czyli Kacper Hauser (1930)[2]
- Sprawa Mauriziusa (cz. 1–2, 1928–1929)[2]
- Zmierzch aniołów (cz. 1–2, 1932)[2]
- Trzecia egzystencja Józefa Kerkhovena (1934)[2]